# Pierre Lacotte
Pierre Lacotte (Chatou, 4 de abril de 1932-La Seyne-sur-Mer, 10 de abril de 2023) fue un bailarín, maestro de ballet y coreógrafo francés. Fue un especialista en la reconstrucción de ballets perdidos del período romántico.

## Biografía
Inició sus estudios de ballet en la Escuela de la Ópera de París en 1942  y ya en 1946 pasó a formar parte del cuerpo de baile de la compañía de ballet, ascendiendo hasta lograr la posición de primer bailarín en 1953.
Ya desde 1951 comenzó a crear coreografías y en 1954 obtuvo su primer gran éxito con la pieza La Nuit est une sorcière, coreografía grabada por la televisión belga y que le valió el premio al mejor espectáculo televisado ese año. Ese mismo año Lacotte renunció al Ballet de la Ópera de París.
En 1956 fundó su propia compañía de ballet, Ballet de la Tour Eiffel, en donde no solamente bailó sino también creó diversas coreografías: Solstice (Wayenberg), Tempo Universel (Albinoni), Gosse de Paris (Aznavour), y Such Sweet Thunder, con la música de Duke Ellington, para el Festival de Berlín.
Producto de un accidente que afectó su pierna y durante su reposo, comienza sus estudios sobre las coreografías de los ballets del período romántico. Recuperado totalmente en 1959 de su lesión, disolvió la compañía Ballet de la Tour Eiffel y comenzó una carrera independiente como bailarín invitado de diferentes compañías en el mundo.
En 1963 fue nombrado director artístico del Ballet de las Juventudes Musicales de Francia y creó para esta compañía varios ballets. En 1968 se casó con la bailarina Ghislaine Thesmar. Al disolverse el Ballet de las Juventudes Musicales de Francia trabajó en diversos lugares como la Ópera de Estrasburgo, La Fenice en Venecia y diversos festivales, fue en esta época en donde comenzó a estructurar la reconstrucción del ballet La sílfide. La coreografía original de este ballet fue creada por Filippo Taglioni para su hija Marie en 1832 y se había perdido, Pierre Lacotte basándose en documentos y archivos logró la reconstrucción total del ballet, manteniendo el estilo de baile de la época. Esta reconstrucción fue estrenada en 1972 por el Ballet de la Ópera de París, obteniendo gran éxito y esto lo animó a reconstruir otras coreografías.
Pierre Lacotte fue nombrado Maestro de ballet de la Ópera de París en 1971.

## Obras
- La sílfide
- Paquita
- Ondina
- Coppelia